# Пост, Альбертсон Ван Зо
Альбертсон Ван Зо Пост (исп. Albertson Van Zo Post; 28 июля 1866, Цинциннати, Огайо — 23 января 1938, Нью-Йорк, Нью-Йорк) — американский фехтовальщик, двукратный чемпион и трёхкратный призёр летних Олимпийских игр 1904 года.
На Играх 1904 года в Сент-Луисе Пост участвовал во всех дисциплинах и в каждый выигрывал по медали. Он стал чемпионом в командном состязании на рапирах и в одиночном на палках. Также он стал серебряным призёром в среди рапиристом и бронзовым среди шпажистов и саблистов.
Через восемь лет он участвовал в летних Олимпийских играх 1912 в Стокгольме. Он участвовал в четырёх турнирах, и лучший его результат было пятое место в четвертьфинале соревнования шпажистов.